# Skiatron
O skiatron é um tipo de tubo de raios catódicos (CRT) que substitui o fósforo convencional por algum tipo de escotoforo, tipicamente cloreto de potássio.
Quando atingido pelo feixe de elétrons da parte traseira do CRT, esse material normalmente branco se torna de cor magenta, produzindo um ponto ou linha escura na tela. O padrão permanece na tela até ser apagado pelo aquecimento da camada de cloreto de potássio.
Skiatrons foram usados como uma forma inicial de exibição em televisão de projeção, particularmente em estações de radar durante a Segunda Guerra Mundial. Esses tubos também são às vezes conhecidos como CRTs de traço escuro ou tubos de traço escuro.

## Descrição
Durante a Segunda Guerra Mundial, exibições de radar utilizando cloreto de potássio evaporado em uma placa de mica como material alvo foram desenvolvidas ativamente na Inglaterra, Alemanha, Estados Unidos e União Soviética. Sendo naturalmente catodo-cromático, o cloreto de potássio não exigia qualquer processamento ou tratamento especial para se tornar um material alvo para CRT.
Quando atingido pelo feixe de elétrons da parte traseira do CRT, esse material normalmente branco se torna de cor magenta, produzindo um ponto ou linha escura na tela, o que resultou no termo "traço escuro" sendo aplicado a esses dispositivos. O padrão permanece na tela até ser apagado pelo aquecimento da camada de cloreto de potássio. Esta propriedade física é conhecida como tenebrescência ou fotocromismo reversível.
O skiatron era montado abaixo de uma superfície translúcida de mesa de plotagem e iluminado intensamente com luzes de palco de arco de mercúrio. A imagem na superfície refletia-se na parte inferior da mesa de plotagem, usando um espelho esférico e uma placa corretora Schmidt, da mesma forma que um projetor opaco, produzindo uma imagem da tela do radar em um tamanho muito maior. Em estações da RAF, a superfície tinha um mapa sobre ela, em navios da Marinha Real, normalmente era uma série de linhas radiais. Os operadores, ao visualizar a superfície, colocavam marcadores nos traços projetados, adicionando novos marcadores à medida que os traços se moviam. Isso produzia trilhas de marcadores, tornando o caminho dos alvos claro.
Uma variedade de métodos foi utilizada para apagar os skiatron. Os radares do Reino Unido usavam ventiladores para resfriar os tubos que estavam sendo aquecidos pela iluminação de palco dos projetores. Simplesmente desligar os ventiladores fazia com que o tubo começasse a aquecer, o apagamento demorava talvez de 10 a 20 segundos. Exemplares alemães usavam uma camada fina e transparente de tungstênio depositada na parte frontal do tubo, que aquecia quando a corrente passava por ela. Isso proporcionava um apagamento muito mais rápido.

## Desenvolvimentos pós-guerra
Após a guerra, os skiatron também foram utilizados em osciloscópios de armazenamento, que eram visualizados diretamente em vez de como um sistema de projeção. Alguns exemplos incluíam áreas separadas na tela cobertas com cloreto de potássio ou fósforo, permitindo que a exibição fosse configurada na seção de fósforo e, em seguida, gravada na seção de skiatron. Houve algum interesse na era pós-guerra no uso de skiatron para televisões de projeção de grande formato, mas não se conhece nenhum uso comercial.
Mesmo o uso em radares não foi amplamente difundido; buscando um sistema de formato ainda maior com melhores propriedades, a RAF recorreu à Unidade de Exibição Fotográfica, um sistema que tirava uma fotografia da exibição, processava-a rapidamente e, em seguida, projetava-a através de um projetor de filmes modificado. Mesmo com essa complexidade, era mais rápido que os skiatron, produzindo uma nova imagem a cada 15 segundos. while the skiatron units were typically longer due to the erasure process.